# تاريكينوال

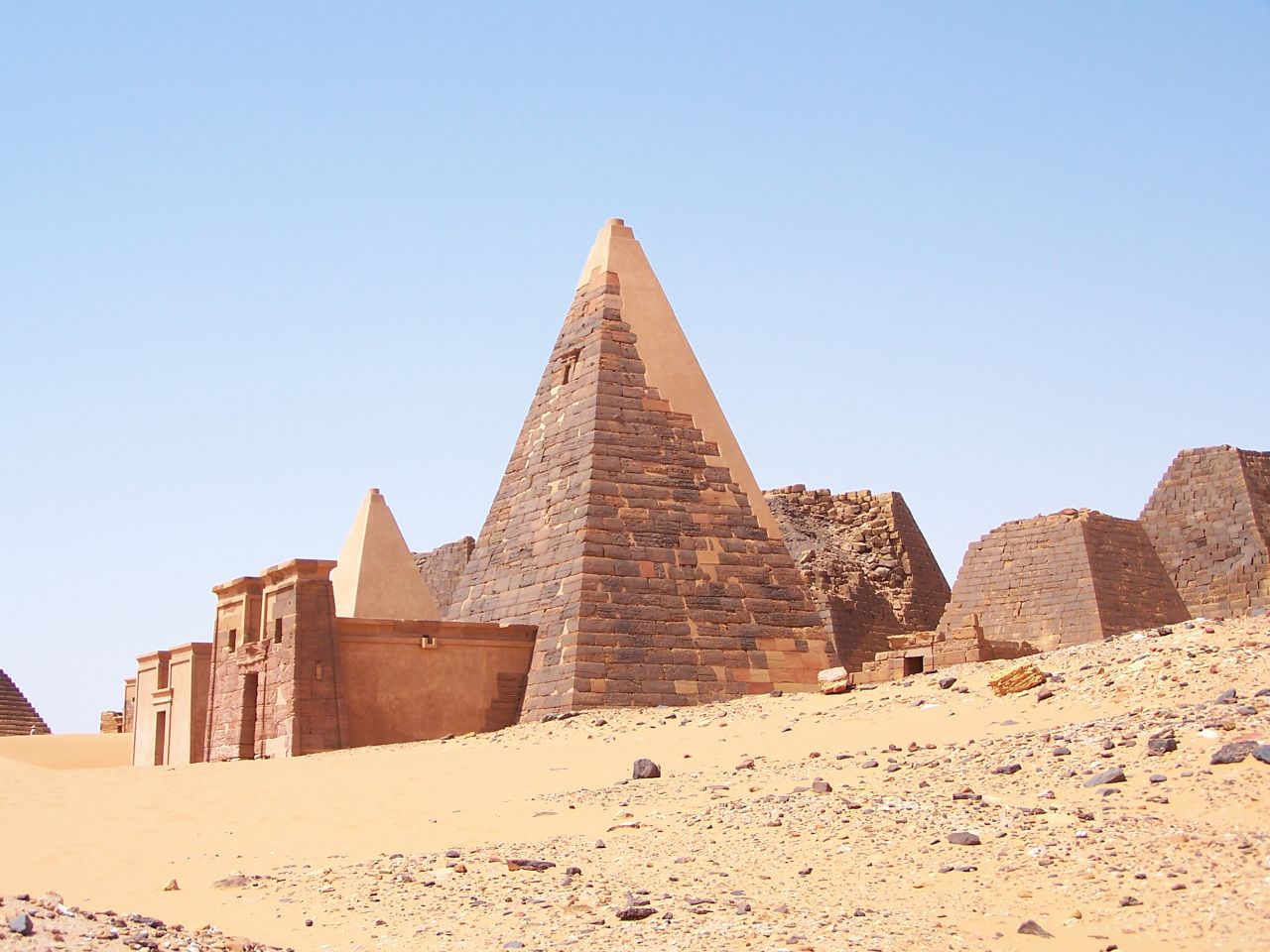
هرم تاريكينوال (الجانب)

تاريكينوال كان ملك كوش في مروي، يحتمل أنه حكم الإمبراطورية المرَّوية خلال القرن الثاني الميلادي، لا يُعرف تاريكينوال إلا من هرمه في مروي (Beg. N 19).

تركز النقوش الموجودة في قبر تاركينيوال على تصويره كمحارب منتصر. تشير مائدة القرابين للملك اللاحق أريتينيسبوكي أنه كان ابن تاركينيوال مما يُفترض أنه الشخص نفسه الذي تمثله الصورة الملكية. كما تذكر المائدة أن أمانيخاليكا والدة أريتينيسبوكي أي ملكة تاركينيوال.

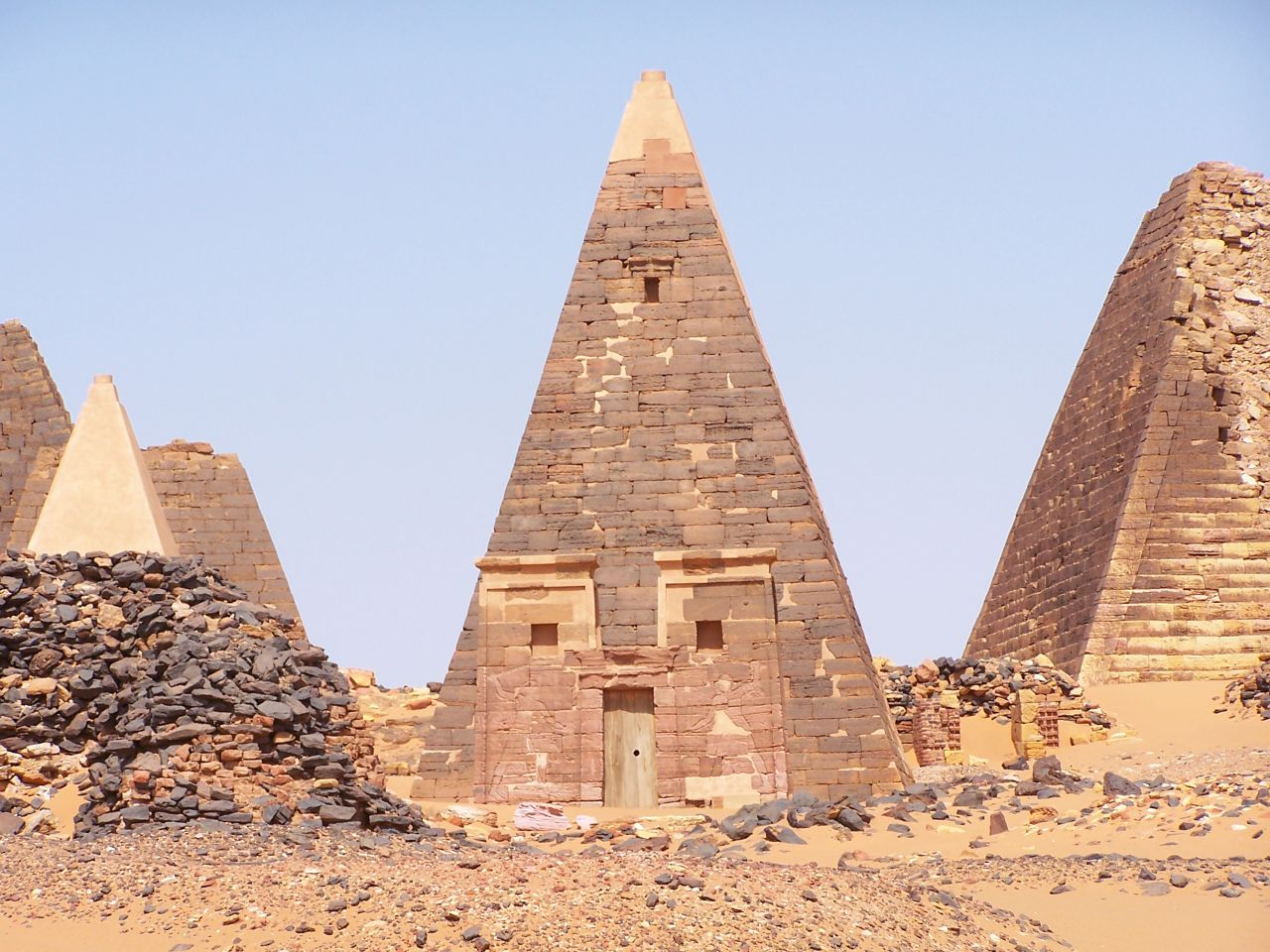
هرم تاريكينوال (الأمام)

## ثبت المراجع
- Hofmann, Inge. Beiträge zur meroitischen Chronologie, St. Augustin bei Bonn 1978, p. 140, (ردمك 3-921389-80-1)
- Török, László in: Fontes Historiae Nubiorum, Vol. III, Bergen 1998, p. 935–936, (ردمك 82-91626-07-3)